# لائوکوئون
لائوکوئون یا لائوکون laocoon (به یونانی: Λαοκόων) در اسطوره‌های یونان، کاهن پوزئیدون در تروا است.
پسر کاپوس و برادر آنخیسس بود. لائوکوئون کاهن آپولون در تروا پنداشت که در اسب تروا برخی یونانیان جای گرفته‌اند؛ پس نیزه‌ای به‌سوی آن پرتاب کرد. آتنا ایزدبانوی طرف‌دار یونانیان پوزئیدون را واداشت تا دو مار بزرگ از دریا فرستد؛ و مارها به شکل مرگ‌آوری بر تن کاهن و دو فرزندش پیچیدند. اهالی تروا به گمان آن که او به سبب بی‌حرمتی به اسب، مورد خشم خدایان قرار گرفته، اسب را به درون شهر راه دادند و تروا سقوط کرد.
این ماجرا موضوع یکی از مهم‌ترین تندیس‌های بر جای مانده از روم باستان است. همچنین گوتهولد افرایم لسینگ نمایش‌نامه‌نویس و فیلسوف آلمانی کتابی با نام لائوکون (۱۷۶۶) نگاشت که به بررسی زیبایی‌شناسی این تندیس می‌پردازد. او از ورای لائوکون به بررسی و دسته‌بندی هنرها (هنرهای مکانی و هنرهای زمانی) و کار ویژهٔ هر یک پرداخت. برخی این کتاب را آغازگر بررسی‌های زیبایی‌شناسی دانسته‌اند.